# Abdij van Valmont

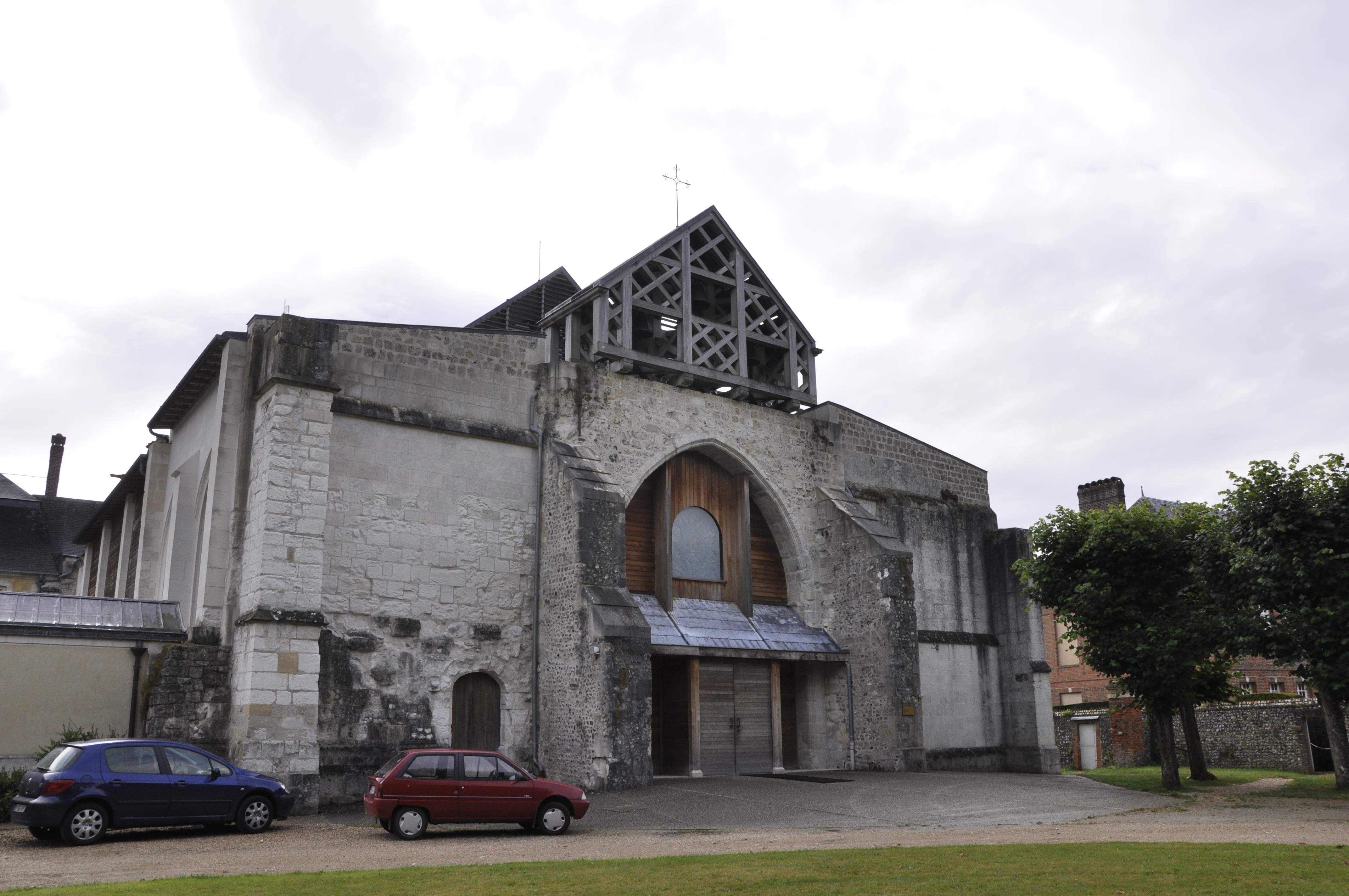
De voormalige abdij van Valmont

De Abdij van Valmont was een abdij in de Franse gemeente Valmont, in het departement Seine-Maritime (regio Normandië). Ze werd in 1169 gesticht door Nicolas d'Estouteville, heer van Valmont die ze bouwde als gebedsoord en begraafplaats voor zichzelf en zijn familie. De correcte naam van de abdij is abbaye Notre-Dame-du-Pré de Valmont; ze wordt ook Notre-Dame de Valmont genoemd. Ze is toegewijd aan Onze-Lieve-Vrouw.
Monniken van de benedictijnenorde van de abdij van Hambye stichtten deze abdij zoals ze dat ook in Longues-sur-Mer deden.
Eugène Delacroix, een Frans kunstschilder, verbleef enkele zomers in de abdij die toen in het bezit was van familieleden. Hij vond in het landschap inspiratie voor zijn schilderijen.

## Bouwgeschiedenis
In 1400 verwoestte een brand het romaanse kerkgebouw. De Honderdjarige Oorlog en plunderingen vertraagde de bouw van de nieuwe, gotische kerk. Heropbouw en verbouwingen volgden elkaar op. Enkel de zijbeuken zonder dakbedekking, het schip en twee mausolea in herstelling zijn nog bewaard van de abdijkerk die in 1552 werd voltooid. De Franse Revolutie maakte een einde aan 600 jaar religieuze aanwezigheid en de monniken geraakten verspreid. In 1791 werd de abdij te koop gesteld en kwam ze in particulier bezit.

## De abdij in de 21e eeuw
Sedert 1994 wordt de voormalige abdij gebruikt door benedictinessen van Notre-Dame-du-Pré van Lisieux. De verhuizing naar Valmont was het uiteindelijke gevolg van het bombardement van hun vestiging in 1944 in Lisieux waarbij 20 kloosterlingen omkwamen.

## Galerij

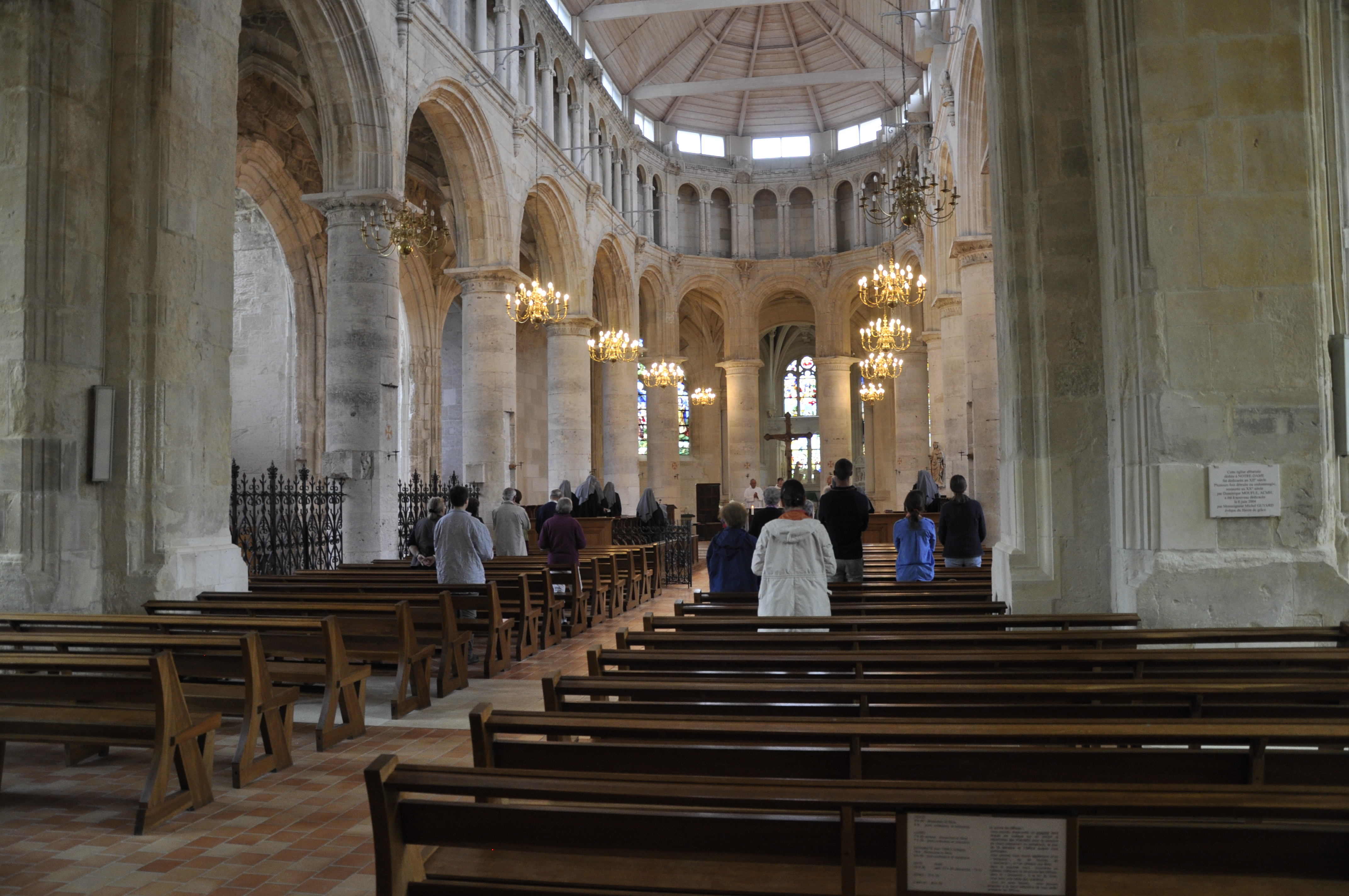
Benedictinessen in Valmont
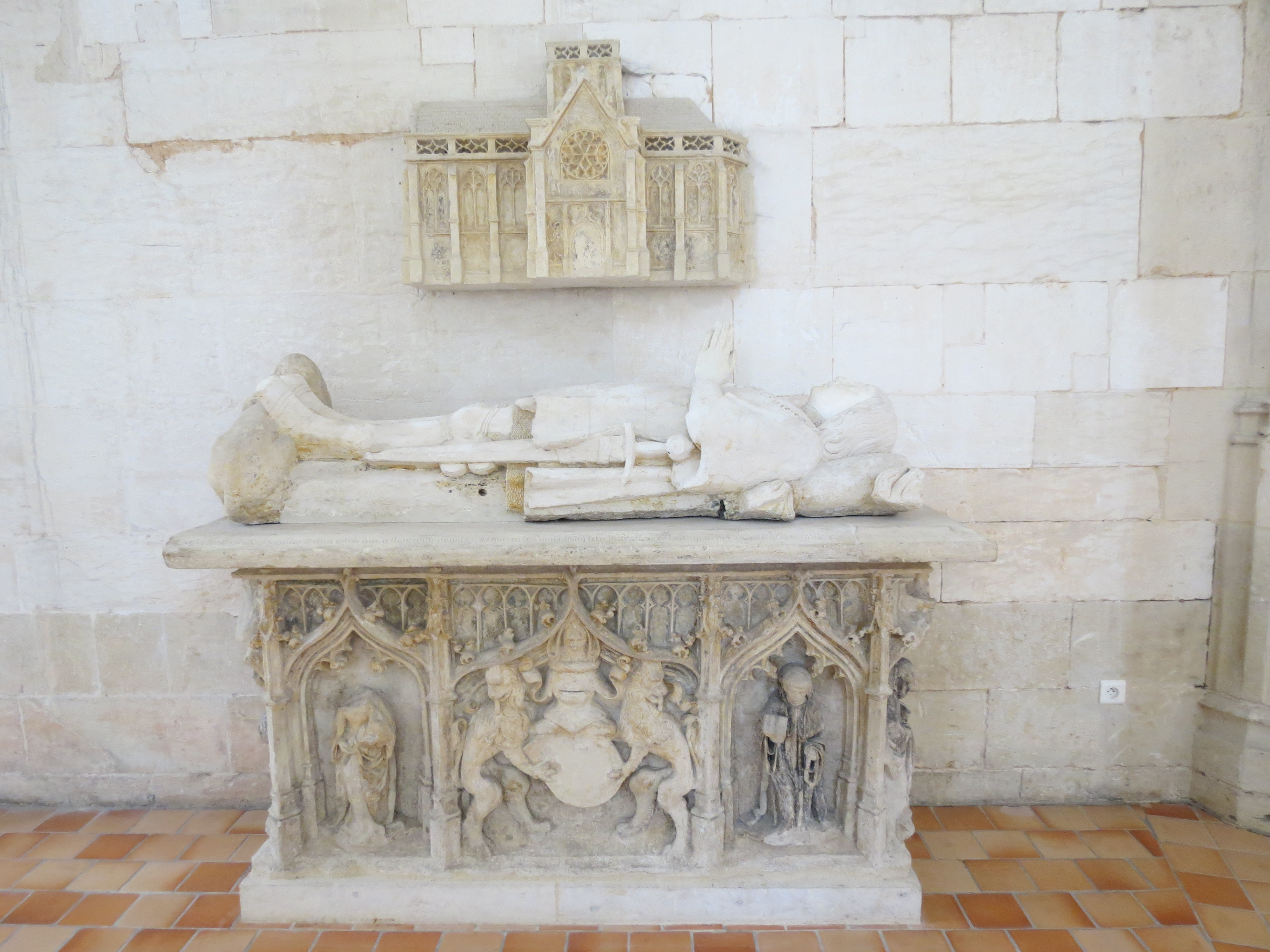
Graftombe van Nicolas d'Estouteville